# Cristo se paró en Éboli (película)
Cristo se paró en Éboli (italiano : Cristo si è fermato a Eboli), también conocida como Cristo se detuvo en Eboli en otros países de habla hispana, es una película de 1979 dirigida por Francesco Rosi, protagonizada por Gian Maria Volontè y basada en la novela homónima escrita por Carlo Levi.  
El filme fue proyectado fuera de competición en el Festival de Cannes de 1979.

## Sinopsis
El escritor y pintor Carlo Levi, acusado de conspirar contra el régimen fascista, es confinado en Gagliano, pequeño pueblo de la Lucania (conocida hoy como Basilicata), un lugar dominado por el atraso y la superstición. A pesar de las primeras dificultades, Levi entra en contacto con la comunidad, estableciendo una fuerte relación con los campesinos.

## Reparto
- Gian Maria Volonté como Carlo Levi.
- Lea Massari como Luisa Levi.
- Alain Cuny como Barone Nicola Rotundo.
- Irene Papas como Giulia.
- Paolo Bonacelli como Don Luigi Magalone.
- François Simon como Don Traiella.
- Francesco Càllari como Dottor Gibilisco.
- Antonio Allocca como Don Cosimino.
- Vincenzo Vitale como Dottor Milillo.
- Luigi Infantino como el chofer.